# محمود عبد القادر
محمود عبد القادر علي (ولد في 4 أكتوبر 1983) هو لاعب كرة يد بحريني يلعب لصالح نادي باربار البحريني ومنتخب البحرين لكرة اليد.
شارك في بطولة العالم لكرة اليد للرجال 2017 حيث ساهم في احتلال منتخب البحرين المركز الثالث والعشرون.